# Muntura Canon EF
La muntura EF és la muntura d'objectiu estàndard a la família de càmeres fotogràfiques rèflex Canon EOS des de la seva introducció, el 1987, any en el qual va substituir a la muntura FD Les inicials EF provenen d'Electro-Focus (focus electrònic): l'autofocus en els objectius EF és manejat per un motor elèctric incorporat a l'objectiu. Mecànicament, es tracta d'una muntura de baioneta, i tota la comunicació entre la càmera i l'objectiu es realitza a través de contactes elèctrics, sense haver-hi palanques mecàniques o pistons.
El 2003, Canon va introduir la muntura EF-S, un derivat de la muntura EF estrictament desenvolupada per les càmeres digitals EOS amb sensors APS-C llançades després de 2003. Els objectius EF es poden muntar en cossos EF-S, però no a la inversa.
El 2012, Canon va presentar la muntura EF-M, un derivat dissenyat per a les càmeres sense mirall d'objectius intercanviables amb sensors APS-C. Objectius EF i EF-S poden ser muntats en cossos EF-M a través d'un adaptador opcional.

## Història
La muntura EF va reemplaçar la seva predecessora, la muntura Canon FD. La tecnologia de muntura d'objectiu amb autofocus fins aleshores utilitzava un motor en el cos de la càmera per manejar els mecanismes de focus helicoidal.
La innovació clau de la sèrie EF consistia a utilitzar un motor dins del mateix objectiu per enfocar. Aquest va permetre objectius amb autofocus que no requerien palanques mecàniques en el mecanisme de muntatge, només els contactes elèctrics per subministrar energia i les instruccions pel motor d'aquest. Els motors van ser dissenyats per a cada objectiu particular en què es troben instal·lats.
Quan la muntura EF va ser introduïda el 1987, va tenir el diàmetre més gran de muntatge (54 mm interior) entre les càmeres SRL de 35 mm.
La sèrie EF inclou una selecció de més de seixanta objectius. La sèrie EF ha abastat distàncies focals des de 8 fins a 1200 mm (i des de 10 mm fins a 250 mm per objectius EF-S). La muntura EF-M es va presentar amb dos objectius, un fix de 22 mm i un zoom de 18–55 mm. Molts objectius EF inclouen característiques com motor ultrasònic (USM), sistema d'estabilització d'imatge (IS), òptica difractiva (DO) i, en particular pels objectius de la sèrie L, fluorita i elements de lents asfèriques.

## Compatibilitat
Totes les càmeres DSLR de Canon, amb sensor d'imatge Full Frame i APS-C (amb un factor de retall d'1,5x), son compatibles amb els objectius EF. Tots els models es poden veure a:
Article principal: Canon EOS § Esquema de noms de les càmeres DSLR amb muntura EF/EF-S

## Versatilitat

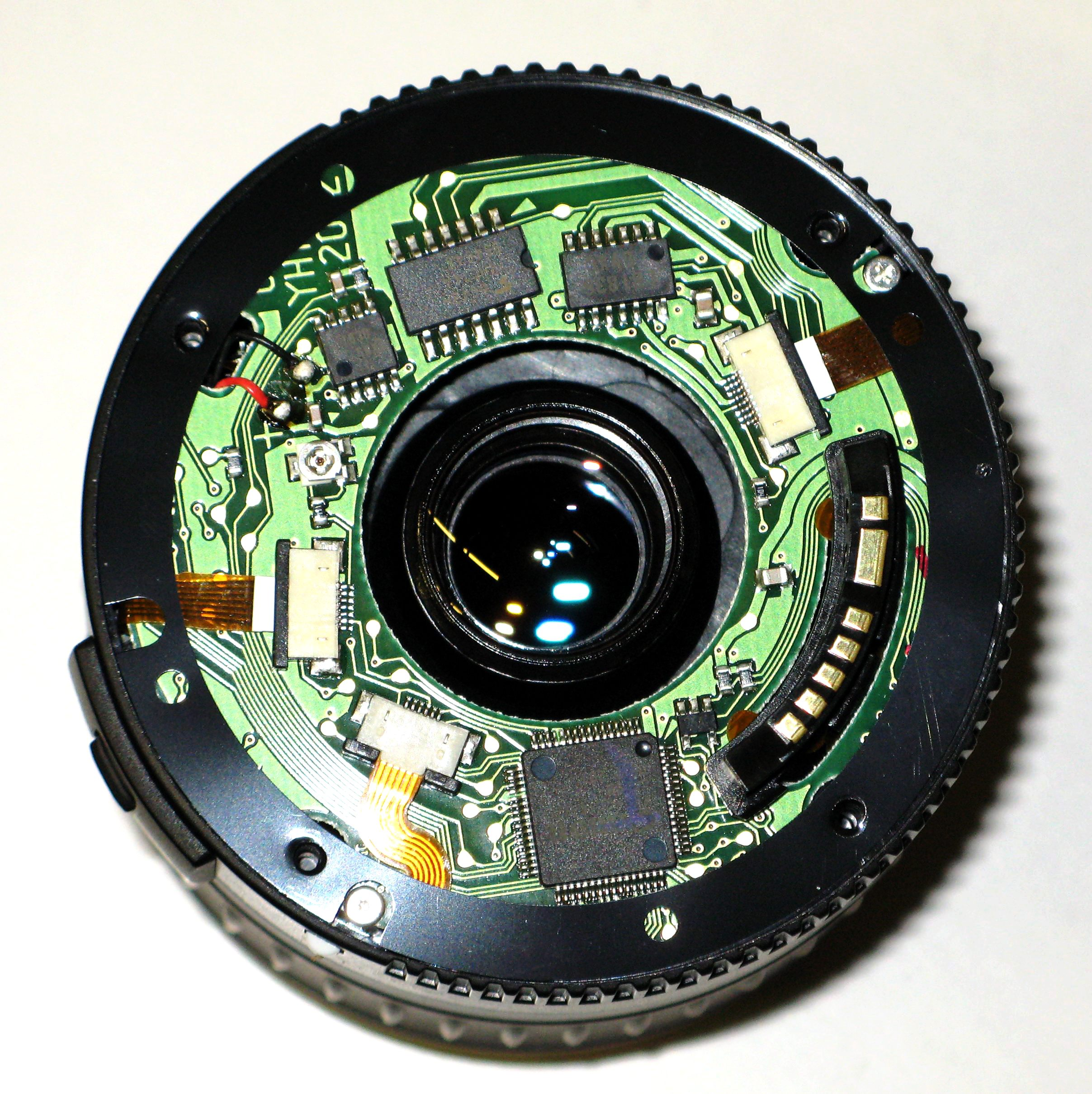
Electrònica d'un objectiu EF-S.

El seu gran diàmetre i la seva relativament curta distància focal de brida de 44.0 mm permeten a la muntura EF treballar amb adaptadors. És possible muntar objectius que utilitzen la muntura Nikon F, Olympus OM, Leica R, Pentax K, Rollei QBM i la rosca M42 (d'entre altres) utilitzant adaptadors mecànics.
Els objectius de l'antiga muntura Canon FD no poden utilitzar-se per fotografia general en una càmera amb muntura EF, llevat que s'utilitzi un adaptador que inclogui elements òptics, ja que els mateixos van ser dissenyats amb una distància focal de brida de només 42.0 mm. L'enfocament a l'infinit es perdria amb un adaptador que no disposi d'elements òptics. Els adaptadors FD-EOS són estranys i només són utilitzables amb certs teleobjectius. Amb una connexió manual, els controls d'obertura i enfocament no podrien ser llegits i manejats des de la càmera: l'objectiu ha de ser enfocat de forma manual.

## Tecnologies relacionades

### Motor ultrasònic

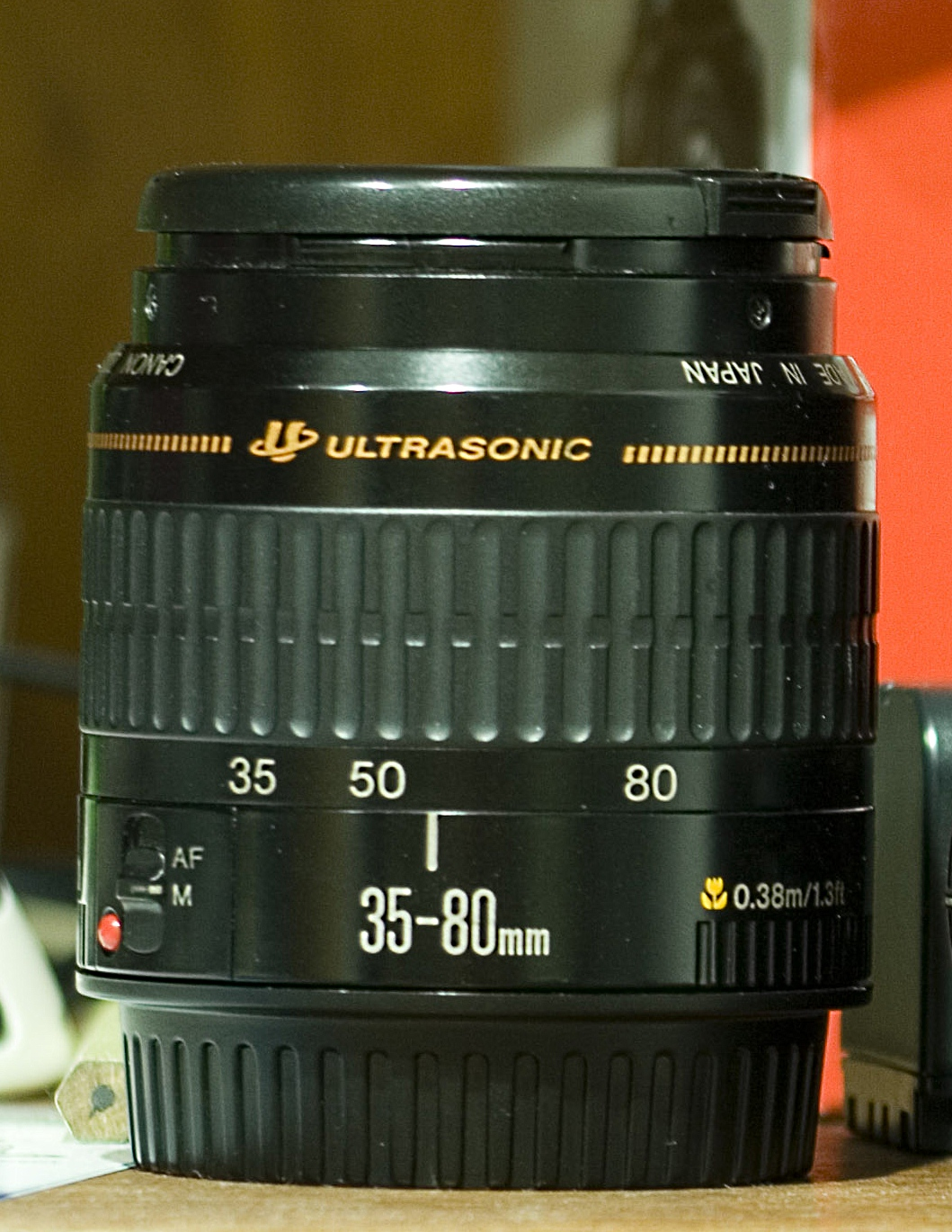
Objectiu Canon EF 35-80 mm USM lluint l'anell daurat i la inscripció "Ultrasonic".

El motor ultrasònic o USM (de l'anglès Ultrasonic motor) va aparèixer amb la introducció de l'objectiu EF 300 mm f/2.8L USM en 1987. Canon va ser el primer fabricant de càmeres en comercialitzar reeixidament la tecnologia USM. Els objectius EF equipats amb unitat de motor ultrasònic són més ràpids, silenciosos i precisos en operacions d'autofocus, i consumeixen menys energia que els motors convencionals.
Existeixen dos tipus de motors ultrasònics: els de tipus anell i els de micromotor.
Els de tipus anell són més valorats a causa del seu rendiment i una major eficiència, i perquè permeten l'enfocament manual continu sense sortir del mode autofocus. Els de micromotor s'utilitzen en objectius econòmics per mantenir el seu baix cost. És possible implementar l'enfocament manual continu en objectius amb micromotor USM, encara que calen components mecànics addicionals, per la qual cosa es realitza en rares ocasions.
La majoria dels objectius amb USM s'identifiquen amb un anell daurat i l'etiqueta "Ultrasonic" del mateix color impresa en el canó. No obstant això, els objectius de la sèrie L inclouen USM no posseeixen dit anell, ja que inclouen l'anell vermell que els identifica. En canvi, posseeixen l'etiqueta "Ultrasonic" impresa en vermell en el canó de l'objectiu.

### Estabilitzador d'imatge
L'estabilitzador d'imatge o IS (de l'anglès Image stabilizer) detecta el moviment de la mà i el recull òpticament. Únicament corregeix el moviment de la mà, si el subjecte de la fotografia està en moviment, l'IS no l'estabilitzarà. També només pot estabilitzar el moviment en una escala que va des de dos a cinc passos, depenent del tipus d'IS incorporat a l'objectiu. Canon ha llançat diverses versions del sistema, incloent-hi les següents:
- La primera versió, usada per primer cop en l'objectiu 75–300 mm f/4.0-5.6 (1995), pren aproximadament un segon en estabilitzar, i proporciona aproximadament dos passos d'estabilitat.[8] No és adequat pel seu ús en un trípode o per la tècnica d'escombratge.
- L'objectiu 300 mm f/4 L IS USM, llançat el 1997, incorpora IS Mode 2, el qual detecta si s'està realitzant escombratge horitzontal o vertical, i només compensa les vibracions en el pla perpendicular al pla de l'escombratge.
- El 1999, amb la sortida dels superteleobjectius IS (des de 300 mm f/2.8 L fins a 600 mm f/4 L), es va afegir la detecció de trípode, per la qual cosa l'objectiu pot ser utilitzat en un trípode amb l'IS encès.
- El 2001, una nova versió de l'estabilitzador d'imatge va ser creada amb el 70–200 mm f/2.8 L. Aquesta versió tarda aproximadament 0,5 segons i pot estabilitzar fins a tres passos.
- El 2006, el 70–200 mm f/4 L IS USM va ser llançat amb un estabilitzador d'imatge que pernet fins quatre passos d'estabilització.
- El 2008, el 200 mm f/2 L IS USM va ser llançat amb una nova versió de l'IS que permet fins a cinc passos d'estabilització.
- El 2009, el 100 mm f/2.8 L Macro IS USM es va convertir en el primer objectiu Canon amb estabilitzador d'imatge Hybrid. A més de corregir el moviment angular, l'IS Hybrid també corregeix el desplaçament.
- Alguns objectius més recents inclouen un estabilitzador d'imatge capaç de detectar automàticament si l'usuari està realitzant un escombratge i contestar en conseqüència i, per tant, aquests objectius no tenen un interruptor de mode IS.

Tots els objectius EF que suporten IS tenen les paraules "Image Stabilizer" escrita al canó. En alguns dels teleobjectius de Canon més grans, les paraules "Image Stabilizer" estan gravades en una placa de metall col·locada en el canó.

### Òptica difractiva
L'òptica difractiva o DO (de l'anglès Diffractive optics) és una tecnologia de lents utilitzada en alguns objectius. Els objectius amb elements òptics difractius solen ser més petits, lleugers i millors en el maneig de l'aberració cromàtica que els seus equivalents convencionals de similar distància focal i valora d'obertura. Són més cars de fabricar que les lents comunes, per la qual cosa s'apliquen a un número molt limitat d'objectius. Només els objectius EF 400 mm f/4 DO IS USM i EF 70-300 mm f/4.5-5.6 DO IS USM posseeixen elements òptics difractius. Els objectius amb aquesta tecnologia s'identifiquen per lluir un anell verd a la part davantera del canó.

## Sigles
Igual que tots els altres fabricants d'objectius, Canon també usa un conjunt de sigles per a designar aspectes bàsics de cada objectiu:
- DO (Diffractive Optics): Objectiu especial que usa elements òptics difractius (a més dels habituals refractius)
- Fisheye: Objectiu ull de peix
- IS (Image Stabilizer): Sistema d'estabilitzador d'imatge incorporat a l'objectiu
- L (Luxury): Objectiu de qualitat professional, amb millor construcció i lents millorades
- Macro: Objectiu macro
- MP-E: Objectiu macro d'enfocament manual
- PZ (Power Zoom): Zoom motoritzat
- SF (Soft Focus): Objectiu especial amb control de l'efecte de desenfocament
- STM (Silent Stepping Motor): Motor d'enfocament pas a pas, silenciós (optimitzat per vídeo)
- USM (Ultra Sonic Motor): Motor d'enfocament ultrasònic (més ràpid i silenciós)
- TS-E (Tilt-Shift): Objectiu que permet moviments especials de desplaçament lateral i basculament

## Llista d'objectius EF
La següent és una llista d'objectius EF fabricats per Canon. Els números romans col·locats després de la distància focal de l'objectiu corresponen al número de generació. Si bé el número és utilitzat en la taula posterior, no és utilitzat oficialment per Canon, que només incorpora dita numeració a partir de la segona generació i subsegüents.
Els objectius EF estan agrupats d'acord amb la seva distància focal:
- Zoom: objectius zoom (o de distància focal variable).
- Fixos: objectius de distància focal fixa.

### Zoom

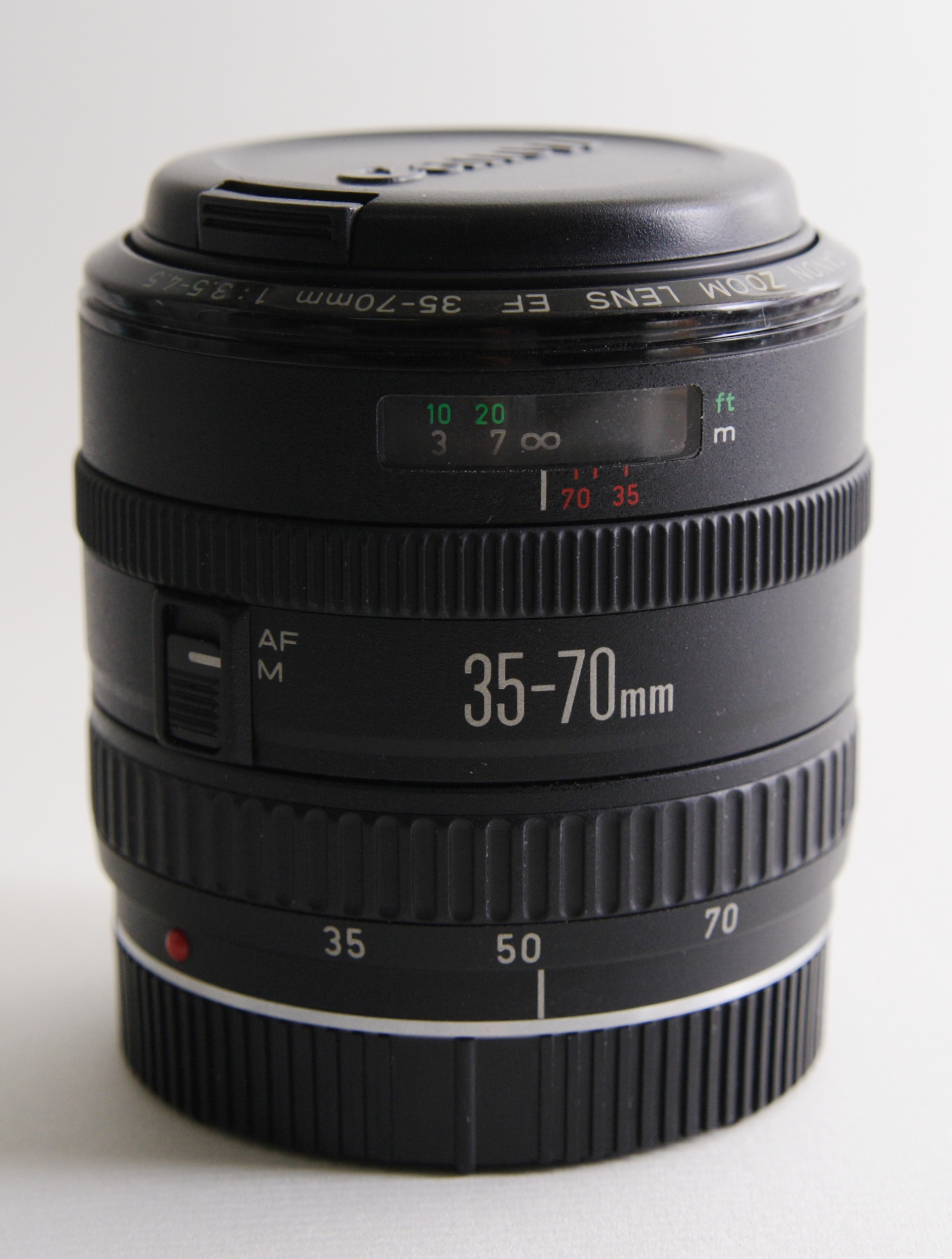
Objectiu Canon EF 35-70 mm f/3.5-4.5

| Distàncies focals | Obertura   | Motor ultrasònic (USM) | Estabilitzador d'imatge (IS) | Sèrie L | Òptica difractiva (DO) |
| ----------------- | ---------- | ---------------------- | ---------------------------- | ------- | ---------------------- |
| 8-15 mm           | f/4        | Sí                     | No                           | Sí      | No                     |
| 11-24 mm          | f/4        | Sí                     | No                           | Sí      | No                     |
| 16-35 mm          | f/4        | Sí                     | Sí                           | Sí      | No                     |
| 16-35 mm I        | f/2.8      | Sí                     | No                           | Sí      | No                     |
| 16-35mm II        | f/2.8      | Sí                     | No                           | Sí      | No                     |
| 16-35mm III       | f/2.8      | Sí                     | No                           | Sí      | No                     |
| 17-35 mm          | f/2.8      | Sí                     | No                           | Sí      | No                     |
| 17-40 mm          | f/4        | Sí                     | No                           | Sí      | No                     |
| 20-35 mm          | f/3.5-4.5  | Sí                     | No                           | No      | No                     |
| 20-35 mm          | f/2.8      | No                     | No                           | Sí      | No                     |
| 22-55 mm          | f/4-5.6    | Sí                     | No                           | No      | No                     |
| 24-70 mm          | f/4        | Sí                     | Sí                           | Sí      | No                     |
| 24-70 mm I        | f/2.8      | Sí                     | No                           | Sí      | No                     |
| 24-70 mm II       | f/2.8      | Sí                     | No                           | Sí      | No                     |
| 24-85 mm          | f/3.5-4.5  | Sí                     | No                           | No      | No                     |
| 24-105 mm I       | f/4        | Sí                     | Sí                           | Sí      | No                     |
| 24-105 mm II      | f/4        | Sí                     | Sí                           | Sí      | No                     |
| 24-105 mm         | f/3.5-5.6  | No                     | Sí                           | No      | No                     |
| 28-70 mm I        | f/3.5-4.5  | No                     | No                           | No      | No                     |
| 28-70 mm II       | f/3.5-4.5  | No                     | No                           | No      | No                     |
| 28-70 mm          | f/2.8      | Sí                     | No                           | Sí      | No                     |
| 28-80 mm I        | f/3.5-5.6  | Sí                     | No                           | No      | No                     |
| 28-80 mm II       | f/3.5-5.6  | Sí                     | No                           | No      | No                     |
| 28-80 mm III      | f/3.5-5.6  | Sí                     | No                           | No      | No                     |
| 28-80 mm IV       | f/3.5-5.6  | Sí                     | No                           | No      | No                     |
| 28-80 mm V        | f/3.5-5.6  | Sí                     | No                           | No      | No                     |
| 28-80 mm I        | f/3.5-5.6  | No                     | No                           | No      | No                     |
| 28-80 mm II       | f/3.5-5.6  | No                     | No                           | No      | No                     |
| 28-80 mm          | f/2.8-4    | Sí                     | No                           | Sí      | No                     |
| 28-90 mm I        | f/4-5.6    | Sí                     | No                           | No      | No                     |
| 28-90 mm II       | f/4-5.6    | Sí                     | No                           | No      | No                     |
| 28-90 mm I        | f/4-5.6    | No                     | No                           | No      | No                     |
| 28-90 mm II       | f/4-5.6    | No                     | No                           | No      | No                     |
| 28-90 mm III      | f/4-5.6    | No                     | No                           | No      | No                     |
| 28-105 mm         | f/4-5.6    | No                     | No                           | No      | No                     |
| 28-105 mm II      | f/4-5.6    | No                     | No                           | No      | No                     |
| 28-105 mm I       | f/3.5-4.5  | Sí                     | No                           | No      | No                     |
| 28-105 mm II      | f/3.5-4.5  | Sí                     | No                           | No      | No                     |
| 28-135 mm         | f/3.5-5.6  | Sí                     | Sí                           | No      | No                     |
| 28-200 mm         | f/3.5-5.6  | Sí                     | No                           | No      | No                     |
| 28-200 mm         | f/3.5-5.6  | No                     | No                           | No      | No                     |
| 28-300 mm         | f/3.5-5.6  | Sí                     | Sí                           | Sí      | No                     |
| 35-70 mm          | f/3.5-4.5  | No                     | No                           | No      | No                     |
| 35-70 mm          | f/3.5-4.5A | No                     | No                           | No      | No                     |
| 35-80 mm          | f/4-5.6    | Sí                     | No                           | No      | No                     |
| 35-80 mm PZ       | f/4-5.6    | No                     | No                           | No      | No                     |
| 35-80 mm          | f/4-5.6    | No                     | No                           | No      | No                     |
| 35-80 mm II       | f/4-5.6    | No                     | No                           | No      | No                     |
| 35-80 mm III      | f/4-5.6    | No                     | No                           | No      | No                     |
| 35-105 mm         | f/3.5-4.5  | No                     | No                           | No      | No                     |
| 35-105 mm         | f/4.5-5.6  | No                     | No                           | No      | No                     |
| 35-105 mm         | f/4.5-5.6  | Sí                     | No                           | No      | No                     |
| 35-135 mm         | f/4-5.6    | Sí                     | No                           | No      | No                     |
| 35-135 mm         | f/3.5-4.5  | No                     | No                           | No      | No                     |
| 35-350 mm         | f/3.5-5.6  | Sí                     | No                           | Sí      | No                     |
| 38-76 mm          | f/4.5-5.6  | No                     | No                           | No      | No                     |
| 50-200 mm         | f/3.5-4.5  | No                     | No                           | No      | No                     |
| 50-200 mm         | f/3.5-4.5  | No                     | No                           | Sí      | No                     |
| 55-200 mm I       | f/4.5-5.6  | Sí                     | No                           | No      | No                     |
| 55-200 mm II      | f/4.5-5.6  | Sí                     | No                           | No      | No                     |
| 70-200 mm         | f/4        | Sí                     | No                           | Sí      | No                     |
| 70-200 mm I       | f/4        | Sí                     | Sí                           | Sí      | No                     |
| 70-200 mm II      | f/4        | Sí                     | Sí                           | Sí      | No                     |
| 70-200 mm         | f/2.8      | Sí                     | No                           | Sí      | No                     |
| 70-200 mm I       | f/2.8      | Sí                     | Sí                           | Sí      | No                     |
| 70-200 mm II      | f/2.8      | Sí                     | Sí                           | Sí      | No                     |
| 70-200 mm III     | f/2.8      | Sí                     | Sí                           | Sí      | No                     |
| 70-210 mm         | f/4        | No                     | No                           | No      | No                     |
| 70-210 mm         | f/3.5-4.5  | Sí                     | No                           | No      | No                     |
| 70-300 mm         | f/4.5-5.6  | Sí                     | Sí                           | No      | Sí                     |
| 70-300 mm I       | f/4-5.6    | Sí                     | Sí                           | No      | No                     |
| 70-300 mm II      | f/4-5.6    | Sí                     | Sí                           | No      | No                     |
| 70-300 mm I       | f/4-5.6    | Sí                     | Sí                           | Sí      | No                     |
| 70-300 mm II      | f/4-5.6    | Sí                     | Sí                           | Sí      | No                     |
| 75-300 mm I       | f/4-5.6    | No                     | No                           | No      | No                     |
| 75-300 mm II      | f/4-5.6    | No                     | No                           | No      | No                     |
| 75-300 mm III     | f/4-5.6    | No                     | No                           | No      | No                     |
| 75-300 mm I       | f/4-5.6    | Sí                     | No                           | No      | No                     |
| 75-300 mm II      | f/4-5.6    | Sí                     | No                           | No      | No                     |
| 75-300 mm III     | f/4-5.6    | Sí                     | No                           | No      | No                     |
| 75-300 mm         | f/4-5.6    | Sí                     | Sí                           | No      | No                     |
| 80-200 mm         | f/4.5-5.6  | No                     | No                           | No      | No                     |
| 80-200 mm II      | f/4.5-5.6  | No                     | No                           | No      | No                     |
| 80-200 mm         | f/4.5-5.6  | Sí                     | No                           | No      | No                     |
| 80-200 mm         | f/2.8      | No                     | No                           | Sí      | No                     |
| 90-300 mm         | f/4.5-5.6  | No                     | No                           | No      | No                     |
| 90-300 mm         | f/4.5-5.6  | Sí                     | No                           | No      | No                     |
| 100-200 mm        | f/4.5A     | No                     | No                           | No      | No                     |
| 100-300 mm        | f/5.6      | No                     | No                           | No      | No                     |
| 100-300 mm        | f/5.6      | No                     | No                           | Sí      | No                     |
| 100-300 mm        | f/4.5-5.6  | Sí                     | No                           | No      | No                     |
| 100-400 mm I      | f/4.5-5.6  | Sí                     | Sí                           | Sí      | No                     |
| 100-400 mm II     | f/4.5-5.6  | Sí                     | Sí                           | Sí      | No                     |
| 200-400 mm        | f/4        | Sí                     | Sí                           | Sí      | No                     |

### Fixos

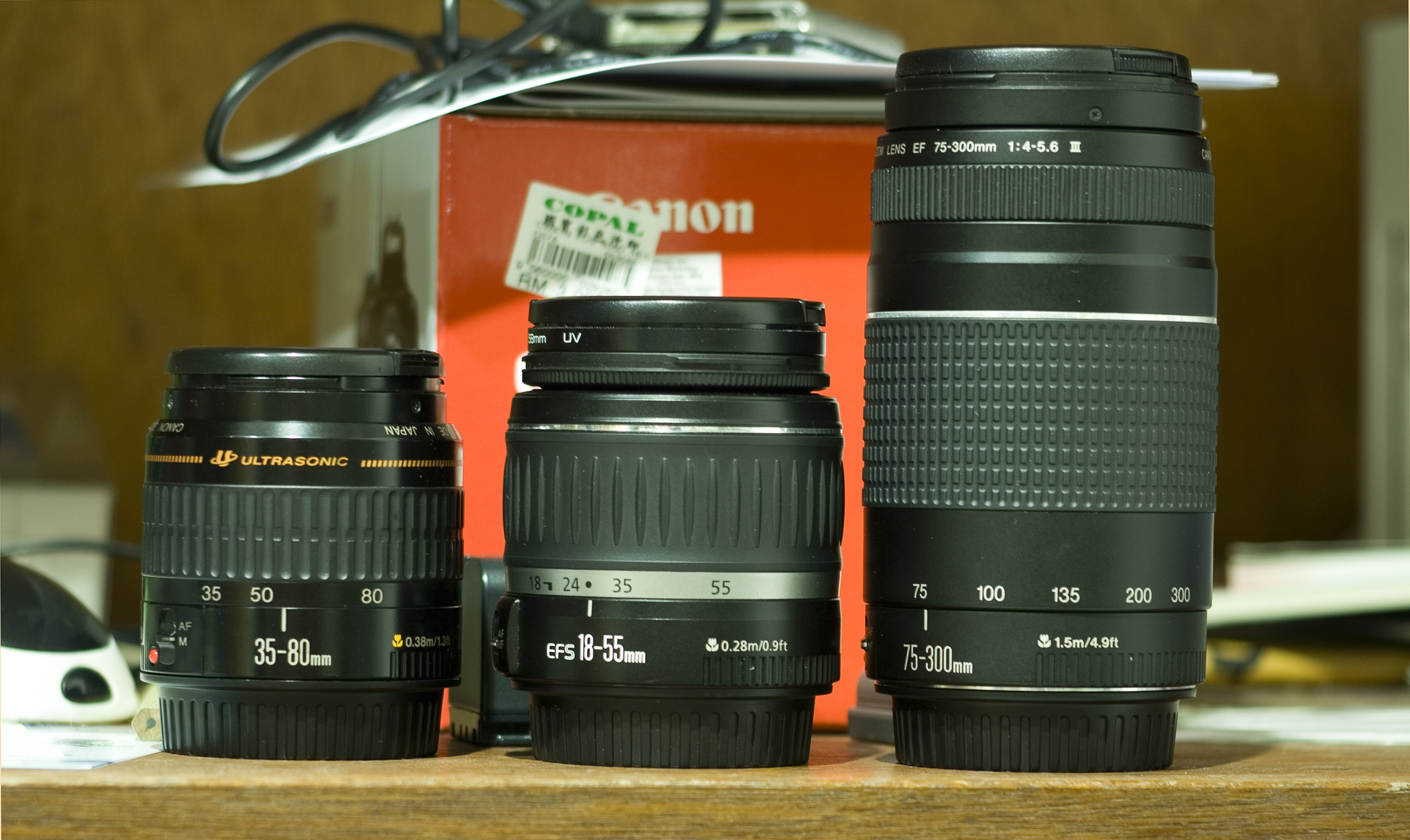
Dos objectius EF i un EF-S (centre).

| Distàncies focals | Obertura | Macro | Motor ultrasònic (USM) | Estabilitzador d'imatge (IS) | Sèrie L | Òptica difractiva (DO) |
| ----------------- | -------- | ----- | ---------------------- | ---------------------------- | ------- | ---------------------- |
| 14 mm I           | f/2.8    | No    | Sí                     | No                           | Sí      | No                     |
| 14 mm II          | f/2.8    | No    | Sí                     | No                           | Sí      | No                     |
| 15 mm             | f/2.8    | No    | No                     | No                           | No      | No                     |
| 20 mm             | f/2.8    | No    | Sí                     | No                           | No      | No                     |
| 24 mm             | f/2.8    | No    | No                     | No                           | No      | No                     |
| 24 mm             | f/2.8    | No    | Sí                     | Sí                           | No      | No                     |
| 24 mm I           | f/1.4    | No    | Sí                     | No                           | Sí      | No                     |
| 24 mm II          | f/1.4    | No    | Sí                     | No                           | Sí      | No                     |
| 28 mm             | f/2.8    | No    | No                     | No                           | No      | No                     |
| 28 mm             | f/2.8    | No    | Sí                     | Sí                           | No      | No                     |
| 28 mm             | f/1.8    | No    | Sí                     | No                           | No      | No                     |
| 35 mm             | f/2      | No    | No                     | No                           | No      | No                     |
| 35 mm             | f/2      | No    | Sí                     | Sí                           | No      | No                     |
| 35 mm I           | f/1.4    | No    | Sí                     | No                           | Sí      | No                     |
| 35 mm II          | f/1.4    | No    | Sí                     | No                           | Sí      | No                     |
| 40 mm             | f/2.8    | No    | No                     | No                           | No      | No                     |
| 50 mm             | f/2.5    | Sí †  | No                     | No                           | No      | No                     |
| 50 mm I           | f/1.8    | No    | No                     | No                           | No      | No                     |
| 50 mm II          | f/1.8    | No    | No                     | No                           | No      | No                     |
| 50 mm             | f/1.8    | No    | No                     | No                           | No      | No                     |
| 50 mm             | f/1.4    | No    | Sí                     | No                           | No      | No                     |
| 50 mm             | f/1.2    | No    | Sí                     | No                           | Sí      | No                     |
| 50 mm             | f/1      | No    | Sí                     | No                           | Sí      | No                     |
| 85 mm             | f/1.8    | No    | Sí                     | No                           | No      | No                     |
| 85 mm             | f/1.4    | No    | Sí                     | Sí                           | Sí      | No                     |
| 85 mm I           | f/1.2    | No    | Sí                     | No                           | Sí      | No                     |
| 85 mm II          | f/1.2    | No    | Sí                     | No                           | Sí      | No                     |
| 100 mm            | f/2.8    | Sí    | No                     | No                           | No      | No                     |
| 100 mm            | f/2.8    | Sí    | Sí                     | No                           | No      | No                     |
| 100 mm            | f/2.8    | Sí    | Sí                     | Sí                           | Sí      | No                     |
| 100 mm            | f/2      | No    | Sí                     | No                           | No      | No                     |
| 135 mm            | f/2.8    | No    | No                     | No                           | No      | No                     |
| 135 mm            | f/2      | No    | Sí                     | No                           | Sí      | No                     |
| 180 mm            | f/3.5    | Sí    | Sí                     | No                           | Sí      | No                     |
| 200 mm I          | f/2.8    | No    | Sí                     | No                           | Sí      | No                     |
| 200 mm II         | f/2.8    | No    | Sí                     | No                           | Sí      | No                     |
| 200 mm            | f/2      | No    | Sí                     | Sí                           | Sí      | No                     |
| 200 mm            | f/1.8    | No    | Sí                     | No                           | Sí      | No                     |
| 300 mm            | f/4      | No    | Sí                     | No                           | Sí      | No                     |
| 300 mm            | f/4      | No    | Sí                     | Sí                           | Sí      | No                     |
| 300 mm            | f/2.8    | No    | Sí                     | No                           | Sí      | No                     |
| 300 mm I          | f/2.8    | No    | Sí                     | Sí                           | Sí      | No                     |
| 300 mm II         | f/2.8    | No    | Sí                     | Sí                           | Sí      | No                     |
| 400 mm            | f/5.6    | No    | Sí                     | No                           | Sí      | No                     |
| 400 mm I          | f/4      | No    | Sí                     | Sí                           | No      | Sí                     |
| 400 mm II         | f/4      | No    | Sí                     | Sí                           | No      | Sí                     |
| 400 mm I          | f/2.8    | No    | Sí                     | No                           | Sí      | No                     |
| 400 mm II         | f/2.8    | No    | Sí                     | No                           | Sí      | No                     |
| 400 mm I          | f/2.8    | No    | Sí                     | Sí                           | Sí      | No                     |
| 400 mm II         | f/2.8    | No    | Sí                     | Sí                           | Sí      | No                     |
| 400 mm III        | f/2.8    | No    | Sí                     | Sí                           | Sí      | No                     |
| 500 mm            | f/4.5    | No    | Sí                     | No                           | Sí      | No                     |
| 500 mm I          | f/4      | No    | Sí                     | Sí                           | Sí      | No                     |
| 500 mm II         | f/4      | No    | Sí                     | Sí                           | Sí      | No                     |
| 600 mm            | f/4      | No    | Sí                     | No                           | Sí      | No                     |
| 600 mm I          | f/4      | No    | Sí                     | Sí                           | Sí      | No                     |
| 600 mm II         | f/4      | No    | Sí                     | Sí                           | Sí      | No                     |
| 600 mm III        | f/4      | No    | Sí                     | Sí                           | Sí      | No                     |
| 800 mm            | f/5.6    | No    | Sí                     | Sí                           | Sí      | No                     |
| 1200 mm           | f/5.6    | No    | Sí                     | Sí                           | Sí      | No                     |

† – Compacte 1:2

## Excepcions
Canon té dos tipus més d'objectius, els quals també són compatibles amb la montura EF: 
- Descentrables o tilt-shift: Designats amb les sigles TS-E[165]
- Macro 1-5x: Designat amb les sigles MP-E

Aquest tipus de lents només són d'enfocament manual, però conserven el control electrònic de l'obertura i la confirmació d'enfocament.
| Distàncies focals | Obertura | Macro | Estabilitzador d'imatge (IS) | Sèrie L |
| ----------------- | -------- | ----- | ---------------------------- | ------- |
| TS-E 17mm         | f/4.0    | No    | No                           | Sí      |
| TS-E 24mm         | f/3.5    | No    | No                           | Sí      |
| TS-E 24mm II      | f/3.5    | No    | No                           | Sí      |
| TS-E 45mm         | f/2.8    | No    | No                           | No      |
| TS-E 50mm macro   | f/2.8    | Sí    | No                           | Sí      |
| MP-E 65mm         | f/2.8    | Sí    | No                           | No      |
| TS-E 90mm         | f/2.8    | No    | No                           | No      |
| TS-E 90mm macro   | f/2.8    | Sí    | No                           | Sí      |
| TS-E 135mm macro  | f/4.0    | Sí    | No                           | Sí      |

## Extensors
Canon té diverses versions d'extensors de distància focal, el 1.4x AF i el 2x AF. Aquests, multipliquen la focal de l'objectiu per 1,4 o 2, perdent un pas de llum o dos passos, respectivament.
- Extensor EF 1.4X i 2X: Versió I
- Extensor EF 1.4X II i 2X II: Versió renovada, resistent a l'aigua i pols[175]
- Extensor EF 1.4X III i 2X III: Versió renovada, minimitzada l'aberració cromàtica[176]

## Terceres marques
Actualment, les següents marques fabriquen objectius amb muntura EF de Canon:
- 7Artisans
- Carl Zeiss
- Hartblei
- Irix
- Lensbaby
- Meyer Optik[178]
- Samyang
- Schneider
- Sigma
- Tamron
- Tokina
- Venus Laowa
- Voigtländer
- Yongnuo[179]